# The Soul Collector
The Soul Collector, é um filme estadunidense, para televisão, de 1999.

## Sinopse
Zach (Bruce Greenwood) é um colecionador de almas, um anjo que recolhe almas e as leva para o céu.  Ele é enviado à Terra para viver como um homem durante 30 dias, num rancho de gado no Texas. Lá, ele se apaixona pela dona do rancho, Rebecca (Melissa Gilbert), e influência a vida de sua filha Ellie (Hilary Duff) assim como os demais trabalhadores do rancho.

## Elenco
| Ator/Atriz         | Personagem |
| ------------------ | ---------- |
| Bruce Greenwood    | Zacariah   |
| Melissa Gilbert    | Rebecca    |
| Hilary Duff        | Ellie      |
| Ossie Davis        | Mordecai   |
| Scotty Leavenworth | Danny      |
| Todd Allen         | Jake       |
| Buck Taylor        | Charlie    |
| J.D. Garfield      | Tom        |
| Christina Carlisi  | Helen      |
| Brent Anderson     | Sam Scott  |